# كليبر (برمجية)
كليبر (بالإنجليزية: Klipper)‏ هو مدير الحافظة [الإنجليزية] الافتراضي لكدي (بيئة سطح المكتب)، تدعم إمكانيَّة التخصيص بواسطة المُستخدم. يسمح لمُستخدمي الأنظمة التشغيليَّة المُشابهة ليونكس — المُشغِّلة لبيئة كدي — بالوصول إلى سجلّ تحديدات [الإنجليزية] يمكن خلالها إعادة تحديد أي عنصر للصق.
يُستخدم كليبر للاحتفاظ بسجل الحافظة في النظام، لغرض استعادة العناصر المنسوخة مُسبقًا. يتضمَّن البرنامج بعض الاستخدامات الأُخرى مثل القدرة على تحرير محتويات الحافظة وإنشاء رمز استجابة سريعة للعنصر الحالي (الموجود) في الحافظة.

## إجراءات الحافظة
يحتوي البرنامج على مِيزة تُسمَّى بإجراءات الحافظة (بالإنجليزية: Clipboard Actions)‏ تسمح بتكوين كليبر لتشغيل إجراءات مُحددة (تُحدَّد من قبل المستخدم) على محتويات الحافظة.
على سبيل المثال، إذا قام المُستخدم بتحديد عنوان يو آر إل، فسوف يتعرف عليه كليبر ثُمَّ يعتبره عنوان ويب ويقدم قائمة من الخيارات، أولها — على الأغلب — هو فتح متصفح الويب الافتراضي على النظام.